# アシュトン・イートン
アシュトン・ジェームス・イートン（Ashton James Eaton、1988年1月21日 - ）は、アメリカの陸上競技選手。十種競技と七種競技を専門とし、七種競技の世界記録を保持し十種競技では、ロマン・セブルレに次いで史上2人目の9000点の壁を突破した選手でもある。
オレゴン州ユージーンを拠点とするオレゴントラッククラブエリートチームに所属している。大学ではオレゴン大学代表として5度NCAA大会覇者になり、2010年に優れた学生陸上競技選手に贈られるバワーマン賞を受賞した。2011年には生涯初となる国際競技大会でのメダルを世界選手権で獲得した。翌2012年には自身の持つ七種競技の世界記録を世界室内選手権で更新し、十種競技でもオリンピック代表選考会で世界新を樹立した。世界記録をマークしたイートンは、余裕をもってロンドンオリンピックで金メダルを獲得した。

## 経歴

### 高校時代まで
イートンは1988年1月21日にアメリカ・オレゴン州のポートランドで母ロズリン・イートン（Roslyn Eaton）と父テランス・ウィルソン（Terrance Wilson）のただ1人の子として出生した。父はアフリカ系アメリカ人、母はヨーロッパ系の血を引いていた。
アシュトン・イートンの母方の祖父であるジム・イートン（Jim Eaton）はミシガン州立大学でアメリカンフットボールをプレーした経験があり、アシュトン・イートンの母は陸上競技選手であるとともにダンスを嗜み、父もスポーツをしていた。父の兄弟にはアフガニスタンで戦果を挙げ、2011年12月にシルバースターを授与されたアメリカ海兵隊特務曹長（gunnery sergeant）のヴェリス・ベネット（Verice Bennett）がいる。
イートンの両親は2歳の時に離婚した。母ロズリンはイートンを連れてオレゴン州ラパインへ引っ越した。幼少期からスポーツを活発に行い、アメリカンフットボール、バスケットボール、ランニング、サッカー、レスリングを経験した。小学5年生の時に同州ベンドへ引っ越し、マウンテンビュー・ハイスクールに入学した。ここで陸上競技に興味を持ち、テート・メトカーフ（Tate Metcalf）とジョン・ノスラー（John Nosler）から指導を受けた。2006年、オレゴン州の高校選手権で400mに出場し48秒69で優勝、走幅跳では24フィート0.25インチ (7.3216 m)で準優勝した。大学では、アメリカンフットボールをしようと考えていたが、メトカーフから十種競技をしてはどうかと提案された。当時のイートンは「十種競技」という名前すら知らなかったが、十種競技の強豪校であるオレゴン大学に進学することを決めた。

### 大学時代
オレゴン大学では元・十種競技選手でトラック種目のコーチであるダン・スティールから指導を受けた。スティールの下でイートンは急速に1500m、走高跳、ハードル、棒高跳の成績を高めていった。棒高跳に至ってはわずか1年で記録を4フィート (1.2 m)向上させ、6回目の十種競技挑戦で8000点を獲得するまでに成長した。2010年にスティールが北アイオワ大学へ転勤になると、オレゴン大学は新たに、十種競技のオリンピック選手であるダン・オブライエンやデーブ・ジョンソンを育成したハリー・マラ（Harry Marra）を コーチに迎え、マラの指導を受けてイートンは更に技能を磨いていった。
2008年にイートンはNCAA男子陸上競技選手権大会の十種競技で優勝し、2009年にも8241点をマークしてタイトル防衛に成功した。2009年には、NCAA男子室内陸上競技選手権大会の七種競技で5988点を獲得して優勝している。同年、イートンはデヴィジョンIのフィールドアスリート最優秀賞を受賞した。
2010年のNCAA男子室内陸上競技選手権大会・七種競技で6499点を獲得し、ダン・オブライエンが17歳の時にマークした点数を23点上回って世界新記録を樹立した。同年6月、NCAA男子陸上競技選手権大会で3度目の十種競技優勝を果たし、自己新記録となる8457点をマークした。こうしてイートンは1年で最も優れた大学生陸上競技選手に贈られるバワーマン賞を受賞した。また同年、オレゴン大学を卒業した。

### 国際大会での活躍

#### 2009年まで
2008年のオリンピックアメリカ代表選考会では、イートンは全体の5位となる8122点を記録した。2009年の全米選手権では8075点を獲得しトレイ・ハーディに次ぐ2位に入った。これによりベルリンで開かれる世界選手権への派遣が決まり、同選手権で8061点の18位になった。

#### 2011年 – 2012年
2011年2月、イートンは自身の持つ七種競技の世界記録をタリンで開かれた国際室内混成競技大会で更新した。走高跳で失敗したにもかかわらず、最終スコアは6568点であった。
同年8月、大邱で開かれた世界選手権で8505点を獲得、トレイ・ハーディには一歩及ばなかったが銀メダルに輝いた。
2012年5月、世界室内選手権七種競技で再び世界新記録となる6645点をマークして金メダルを獲得、7種目のうち60m、60mH、走幅跳、棒高跳、1000mの5種目をトップ成績で、残る走高跳と砲丸投を3位の成績で通過していた。2位のオレクシイ・カシヤノフに574点差を付ける圧勝であった。 

##### ロンドンオリンピック
ロンドンオリンピックのアメリカ代表選考会において、まず初日に十種競技の2種目で十種競技の記録として世界最高記録を出し、最終的に十種競技の世界新記録を達成した。その2種目とは100m（10秒21）と走幅跳（8.23メートル (27.0 ft)）である。参考までに、100mの記録はアメリカ代表選考会の参加標準記録を突破しており、あと0秒03縮めれば、オリンピックのA参加標準記録のA標準をも満たすことになる。走幅跳に関しては同日に開催された走幅跳のトップ通過者の成績を10インチ (25 cm)上回っており、3センチメートル (1.2 in)A標準を超え、決勝で2位に入れる成績であった。暴風雨の中、砲丸投（14.20メートル (46.6 ft)）は5位、走高跳（2.05メートル (6.7 ft)）と400m（46秒70）は1位であった。1日目の得点合計は4728点で、2位のトレイ・ハーディに300点以上の差をつけていた。2日目も110mHを13秒70で1位通過した。一方円盤投では8位で競技を終えた。棒高跳では巻き返し、5.30メートル (17.4 ft)の1位通過、やり投は58.87メートル (193.1 ft)を投げ5位で終えた。最終競技の1500mの時点でイートンはハーディを317点リードしており、自己新記録となる4分14秒48を出して1位通過した。これによりイートンは9039点を叩き出し、ロマン・セブルレの持っていた世界記録9026点を破り、優勝した。同時にダン・オブライエンが1992年に出したアメリカ記録8891点を超えた。
オリンピック本番でも最大のライバルはチームメイトでもあるハーディであった。100mは10秒35で1位通過し、ハーディはイートンに続く2位の記録を出していた。 走幅跳の記録8m03は他の競技者の記録を50cm近く上回り、大きなリードを作り出した。砲丸投の14m66は自身にとって2番目に良い記録（12cm下回った）であった。走高跳の2m05は、ほかにも数人の競技者がマークした記録であったが、2位で突破した。最終競技の400mは46秒90で全体の2位であった。1日目の獲得点は4661点で、ハーディに220点差を付けていた。
2日目はイートンとハーディの激しい競り合いとなった。110mHは13秒56で終え、円盤投は42m53だった。円盤投げではハーディに距離にして6m、得点にして120点の差を付けられたが、その時点でもイートンは100点のリードを保持していた。棒高跳は5m20の3位通過だった。やり投ではハーディがイートンに70点差を付ける好投を見せたが、イートンも自己ベストとなる61m96で競技を終えている。この時点で150点以上の差をハーディに付けており、最終競技はハーディよりイートンの方が記録のいい1500mであったため、イートンのメダル獲得は既に確定した。最終競技1500mでは誰も順位を上げようとして必死に走るようなことはせず、ただイートンが金メダルを確定させるために4分33秒59で走り切ったのみであった。

#### 2013年
2013年7月に、前年から交際が報じられていたカナダの七種競技選手ブリアンヌ・タイゼンと結婚した。モスクワで開かれた世界選手権では8809点をマークして優勝した。

## 主な成績
| 年                 | 大会               | 開催地                      | 順位               | 種目               | 成績                     |
| アメリカ合衆国代表 | アメリカ合衆国代表 | アメリカ合衆国代表          | アメリカ合衆国代表 | アメリカ合衆国代表 | アメリカ合衆国代表       |
| ------------------ | ------------------ | --------------------------- | ------------------ | ------------------ | ------------------------ |
| 2009               | 世界選手権         | ドイツ ベルリン             | 18位               | 十種競技           | 8061点                   |
| 2011               | 世界選手権         | 韓国 大邱                   | 2位                | 十種競技           | 8505点                   |
| 2012               | 世界室内選手権     | トルコ イスタンブール       | 1位                | 七種競技           | 6645点（世界記録）       |
| 2012               | オリンピック       | イギリス ロンドン           | 1位                | 十種競技           | 8869点                   |
| 2013               | 世界選手権         | ロシア モスクワ             | 1位                | 十種競技           | 8809点                   |
| 2014               | 世界室内選手権     | ポーランド ソポト           | 1位                | 七種競技           | 6632点                   |
| 2015               | 世界選手権         | 中国 北京                   | 1位                | 十種競技           | 9045点（世界記録）(当時) |
| 2016               | 世界室内選手権     | アメリカ合衆国 ポートランド | 1位                | 七種競技           | 6470点                   |
| 2016               | オリンピック       | ブラジル リオデジャネイロ   | 1位                | 十種競技           | 8893点                   |

## 個人ベスト

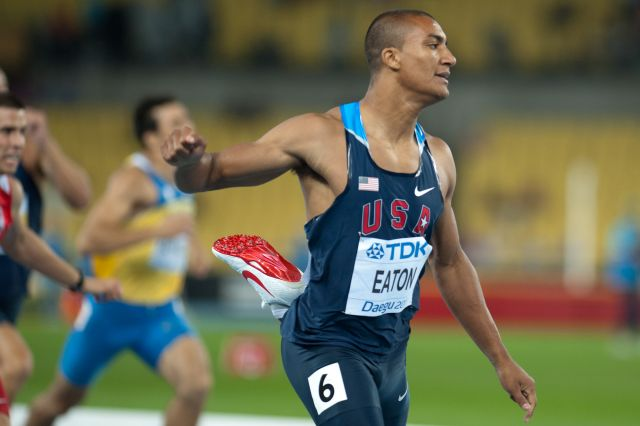
2011年世界選手権にて

### 屋外
2018年9月現在
| 種目     | 記録                         | 開催地                            | 日            |
| -------- | ---------------------------- | --------------------------------- | ------------- |
| 十種競技 | 9045点                       | 中国 北京                         | 2015年8月29日 |
| 100m     | 10秒21 （風速：+0.4 m/s）[a] | アメリカ合衆国 ユージーン         | 2012年6月22日 |
| 走幅跳   | 8m23 （風速：+0.8 m/s）[a]   | アメリカ合衆国 ユージーン         | 2012年6月22日 |
| 砲丸投   | 15m40                        | アメリカ合衆国 パロアルト         | 2013年5月30日 |
| 走高跳   | 2m11                         | カナダ バンクーバー               | 2012年6月10日 |
| 400m     | 45秒00[a]                    | 中国 北京                         | 2015年8月29日 |
| 110mH    | 13秒35[a]                    | アメリカ合衆国 ユージーン         | 2011年6月4日  |
| 400mH    | 48秒69                       | イギリス グラスコー               | 2014年7月11日 |
| 円盤投   | 47m36                        | アメリカ合衆国 チュラビスタ       | 2011年8月14日 |
| 棒高跳   | 5m40                         | アメリカ合衆国 ポートランド       | 2015年8月8日  |
| やり投   | 66m64                        | アメリカ合衆国 サンルイスオビスポ | 2013年3月16日 |
| 1500m    | 4分14秒48                    | アメリカ合衆国 ユージーン         | 2012年6月23日 |

a  十種競技における世界最高記録（すべての種目に出場）

### 室内
2018年9月現在
| 種目     | 記録      | 開催地                          | 日            |
| -------- | --------- | ------------------------------- | ------------- |
| 七種競技 | 6645点[b] | トルコ イスタンブール           | 2012年3月10日 |
| 60m      | 6秒66     | エストニア タリン               | 2011年2月5日  |
| 走幅跳   | 8m16[c]   | トルコ イスタンブール           | 2012年3月9日  |
| 砲丸投   | 15m05     | アメリカ合衆国 ボストン         | 2014年2月8日  |
| 走高跳   | 2m11      | アメリカ合衆国 フェイエットビル | 2010年2月5日  |
| 60mH     | 7秒51[c]  | アメリカ合衆国 ニューヨーク     | 2015年2月14日 |
| 棒高跳   | 5m35      | アメリカ合衆国 ニューヨーク     | 2014年2月15日 |
| 1000m    | 2分32秒67 | アメリカ合衆国 フェイエットビル | 2010年3月13日 |

b  世界記録

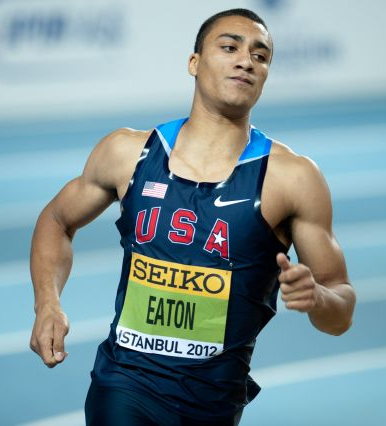
2012年の世界室内選手権にて

c  七種競技における世界最高記録

## 世界記録
| 番号 | 種目     | 記録   | 大会                                 | 開催地                          | 日            | 年齢 |
| ---- | -------- | ------ | ------------------------------------ | ------------------------------- | ------------- | ---- |
| 1    | 七種競技 | 6499点 | 2010年NCAA室内選手権                 | アメリカ合衆国 フェイエットビル | 2010年3月13日 | 22   |
| 2    | 七種競技 | 6568点 | タリン国際室内混成競技大会           | エストニア タリン               | 2011年2月6日  | 23   |
| 3    | 七種競技 | 6645点 | 世界室内選手権                       | トルコ イスタンブール           | 2012年3月10日 | 24   |
| 4    | 十種競技 | 9039点 | 2012年アメリカオリンピック代表選考会 | アメリカ合衆国 ユージーン       | 2012年6月23日 | 24   |
| 5    | 十種競技 | 9045点 | 世界選手権                           | 中国北京                        | 2015年8月29日 | 27   |